# IC 4377
IC 4377 — спиральная галактика типа S0-a в созвездии Райская Птица.
Этот объект входит в число перечисленных в оригинальной редакции «Нового общего каталога».